# Reprezentacja Kanady w hokeju na trawie mężczyzn
Reprezentacja Kanady w hokeju na trawie mężczyzn jest jednym z silniejszych zespołów na świecie. Nie zdobyła jak dotąd medali igrzysk olimpijskich czy mistrzostw świata, sześciokrotnie kwalifikując się do igrzysk olimpijskich i pięciokrotnie do mistrzostw świata. Czterokrotnie zdobyła mistrzostwo igrzysk panamerykańskich (1983, 1987, 1999, 2007). Nigdy nie wystęąpiła w Champions Trophy.

## Osiągnięcia

### Igrzyska olimpijskie
- nie wystąpiła - 1908
- nie wystąpiła - 1920
- nie wystąpiła - 1928
- nie wystąpiła - 1932
- nie wystąpiła - 1936
- nie wystąpiła - 1948
- nie wystąpiła - 1952
- nie wystąpiła - 1956
- nie wystąpiła - 1960
- 13. miejsce - 1964
- nie wystąpiła - 1968
- nie wystąpiła - 1972
- 10. miejsce - 1976
- nie wystąpiła - 1980
- nie wystąpiła - 1984
- 11. miejsce - 1988
- nie wystąpiła - 1992
- nie wystąpiła - 1996
- 10. miejsce - 2000
- nie wystąpiła - 2004
- 10. miejsce - 2008
- nie wystąpiła - 2012
- 11. miejsce - 2016
- 12. miejsce - 2020
- nie wystąpiła - 2024

### Mistrzostwa świata
- nie wystąpiła - 1971
- nie wystąpiła - 1973
- nie wystąpiła - 1975
- 11. miejsce - 1978
- nie wystąpiła - 1982
- 10. miejsce - 1986
- 11. miejsce - 1990
- nie wystąpiła - 1994
- 8. miejsce - 1998
- nie wystąpiła - 2002
- nie wystąpiła - 2006
- 11. miejsce - 2010
- nie wystąpiła - 2014
- 11. miejsce – 2018
- nie wystąpiła – 2023